# Domino Dorelli
Domino Dorelli è un album dei Mariposa, pubblicato nel 2002.

## Tracce
1. Niente #4 – 1:02
2. Pinoleum Christi – 3:56
3. Inchiostro per timbri – 1:33
4. Ai buoni la macedonia – 4:01
5. Niente #5 – 1:02
6. La trota-neon – 6:35
7. Undici la – 4:52
8. Il molo delle noci – 4:13
9. Niente #6 – 0:25
10. Pompelmo rosa – 4:14
11. Vamps di rumore – 8:52
12. La linea e il cynar – 5:32